# Terra Nostra
Terra Nostra is een livealbum van Savina Yannatou en haar begeleidingsband Primavera en Salonico (Lente in Thessaloniki). Yannatou is gespecialiseerd in oude Sefardische muziek en muziek uit de omgeving daarvan. Voor dit album maakte ze uitzonderingen in de vorm van enkele Keltisch liederen etc. Opnamen vonden plaats tijdens een niet nader geduid concert in Athene in november 2001.

## Musici
- Savina Yannatou – zang
- Lamia Bedioui – 2e stem (tracks 5, 8, 13, 15, 17)

Met
- Lefteris Ahgouridakis – percussie
- Yannis Alexandris – oud, gitaar, tamboura (een soort luit)
- Kostas Vomvolos – kanoun, accordeon, caliba, tamboura
- Haris Lambrakis – ney
- Michalis Siganides – contrabas

En
- Antonis Maratos – percussie
- Tassos Misyrlis – cello

## Muziek
| Nr. | Titel                                                            | Duur |
| --- | ---------------------------------------------------------------- | ---- |
| 1.  | With the moon I’m walking (volksliedje uit Kalymnos)             | 2:40 |
| 2.  | Ivan Nadonka Dúmache (volksliedje uit Oost-Roemelië)             | 2:45 |
| 3.  | A fairy’s love song (volksliedje uit de Hebriden)                | 3:47 |
| 4.  | Ballo Sardo (volksliedje van Sardinië)                           | 5:13 |
| 5.  | Yiallah Tnem Rima (slaapliedje uit Libanon; Irhaw Rahabani)      | 1:24 |
| 6.  | El Barquero (volksliedje uit Asturië)                            | 5:28 |
| 7.  | No Seas Capritchioza (Stavros Pandelides)                        | 4:53 |
| 8.  | Chante des belles meres (Berbers volksliedje)                    | 2:48 |
| 9.  | Schubho Lhaw Qolo (volksliedje uit Libanon)                      | 3:31 |
| 10. | I’ve told you and I say again (volksliedje uit Anatolië)         | 2:42 |
| 11. | Tres hermanicas eran (Sephardisch volksliedje)                   | 4:00 |
| 12. | Los Biblilicos (Defardisch liedje)                               | 4:00 |
| 13. | Hey Het (volksliedje uit Libanon)                                | 4:58 |
| 14. | Ah mon Dié (Lola Marton, volksliedje uit de Cariben)             | 5:36 |
| 15. | Close your eyelids and see (toonzetting gedicht Mikhail Nouayha) | 1:33 |
| 16. | Adieu Paure Carnavas (volksliedje uit de Provence)               | 2:08 |
| 17. | Wa Habibi (lied uit de orthodoxe Arabische kerk)                 | 2:19 |
| 18. | Madonna de la Grazia (lied uit de Italiaanse renaissance)        | 3;32 |
| 19. | Kadifé (volksliedje uit Anatolië)                                | 3:14 |
| 20. | Jaco (Sefardisch volksliedje)                                    | 6:25 |